# Port lotniczy Wichita Mid-Continent
Port lotniczy Wichita Mid-Continent (IATA: ICT, ICAO: KICT) – port lotniczy położony 8 km na południowy zachód od Wichita, w stanie Kansas, w Stanach Zjednoczonych. Jest bezpośrednio połączony z zakładami Cessny.

## Linie lotnicze i połączenia
- AirTran Airways (Atlanta, Orlando [sezonowo])
- Allegiant Air (Las Vegas, Los Angeles, Phoenix/Mesa)
- American Airlines (Dallas/Fort Worth)
- American Eagle Airlines (Chicago-O’Hare)
- Continental Express obsługiwane przez ExpressJet Airlines (Houston-Intercontinental)
- Delta Connection obsługiwane przez Atlantic Southeast Airlines (Atlanta)
- Delta Connection obsługiwane przez Comair (Detroit) [od 9 czerwca]
- Delta Connection obsługiwane przez Mesaba Airlines (Detroit) [do 3 stycznia]
- Delta Connection obsługiwane przez Pinnacle Airlines (Atlanta, Detroit [od 9 czerwca], Memphis, Minneapolis/St. Paul)
- Delta Connection obsługiwane przez SkyWest Airlines (Memphis, Minneapolis/St. Paul)
- Frontier Airlines obsługiwane przez Republic Airlines (Denver)
- United Airlines (Denver)
- United Express obsługiwane przez ExpressJet Airlines (Chicago-O’Hare)
- United Express obsługiwane przez SkyWest Airlines (Chicago-O’Hare, Denver)